# Geranomyia cernua
Geranomyia cernua är en tvåvingeart som först beskrevs av Alexander 1942.  Geranomyia cernua ingår i släktet Geranomyia och familjen småharkrankar. Inga underarter finns listade i Catalogue of Life.